# Regió Occidental (Ghana)

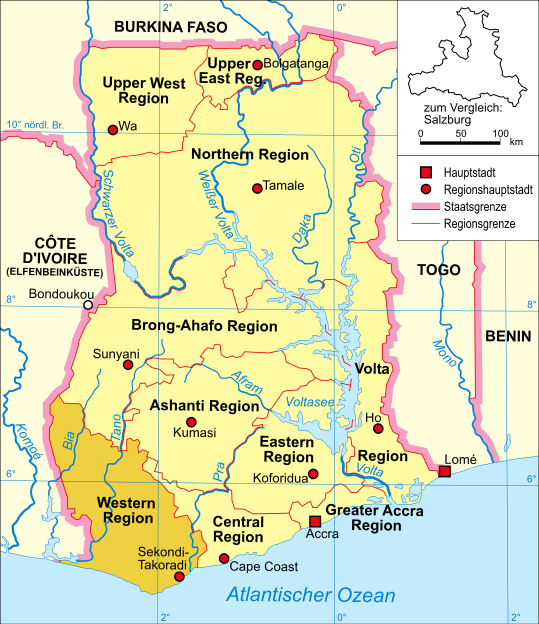
Regió Occidental a Ghana

La regió Occidental és una de les 10 regions de Ghana. És la regió de Ghana que està situada més al sud-oest. Té una superfície de 23.921 km² (4a regió de Ghana) i és la quarta regió amb més població; el 2010 tenia 2.376.021 habitants. La seva densitat de població és de 99 habitants per quilòmetre quadrat. La seva capital administrativa és Sekondi-Takoradi, situada a la costa del golf de Guinea. El juny de 2007 es va descobrir petroli al punt més meridional de la regió i de Ghana, el Cap Three Points. Els àkans són el grup principal de la regió i les seves llengües principals són l'àkan i l'anglès.

## Geografia
La regió Occidental de Ghana és la que pateix una pluviositat més elevada i té sòls molt fèrtils. Hi ha nombroses mines d'or.

### Situació geogràfica
La regió Occidental de Ghana limita amb l'oceà Atlàntic al sud, amb Costa d'Ivori a l'oest, amb Brong-Ahafo al nord i amb la regió Central i la regió Aixanti a l'est.

## Població
Segons el cens de 2010 la regió Occidental de Ghana té 2.314.171 habitants.

### Grups ètnics

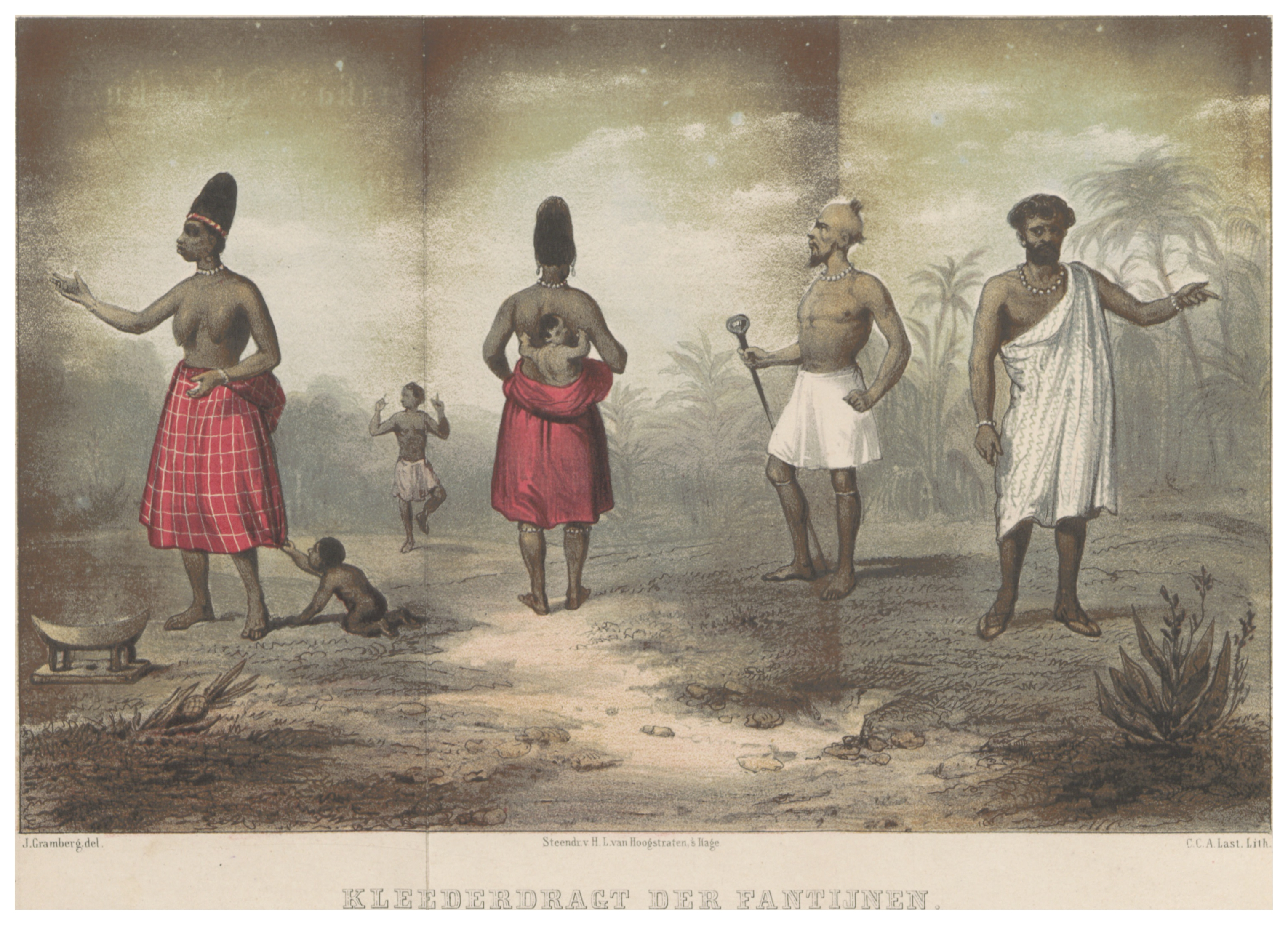
Àkans el 1861. De Gramberg

Els àkans (1.809.148) són el grup ètnic amb més població a la regió. Estan seguits pels mole-dagbanis (199.044), els ewes (143.891), els Ga- dangmes (71.048), els gurmes (21.728), els grusis (18.691), els mandes (18.515), els guans (17.397). 14.809 persones pertanyen a altres grups ètnics.

### Religió
El cristianisme és la confessió religiosa més practicada a la regió occidental. Dels 2.376.021 habitants, 701.540 són pentecostals/carismàtics, 502.524 són protestants, 385.970 són catòlics, 222.351 són musulmans, 160.229 es consideren ateus, 17.972 creuen en religions africanes tradicionals i 23.469 creuen en altres religions.

## Districtes

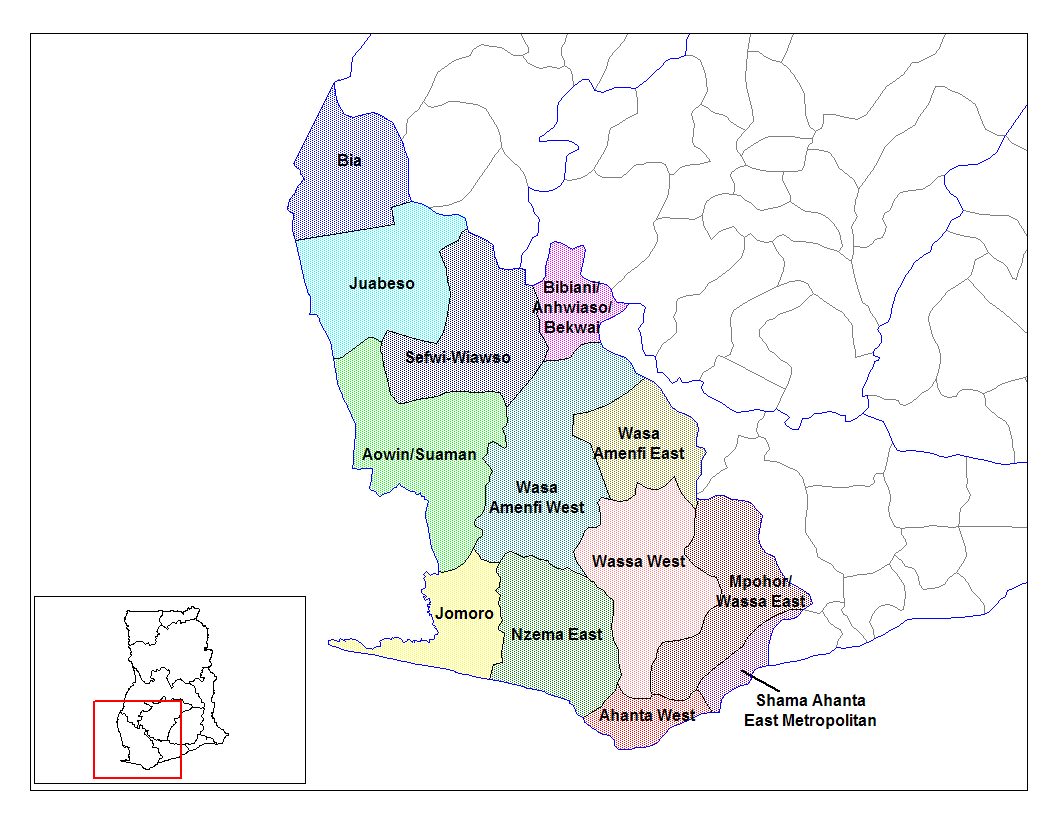
Districtes de la regió Occidental

Els districtes de la regió Occidental són:
| Districtes de la regió Occidental | Districtes de la regió Occidental | Districtes de la regió Occidental |
| #                                 | Districte                         | Població                          |
| --------------------------------- | --------------------------------- | --------------------------------- |
| 1                                 | Ahanta Occidental                 |                                   |
| 2                                 | Aowin/Suaman                      |                                   |
| 3                                 | Bia Occidental                    |                                   |
| 4                                 | Bia Oriental                      |                                   |
| 5                                 | Bibiani/Anhwiaso/Bekwai           |                                   |
| 6                                 | Bodi                              |                                   |
| 7                                 | Ellembelle                        |                                   |
| 8                                 | Jomoro                            |                                   |
| 9                                 | Juaboso                           |                                   |
| 10                                | Mpohor                            |                                   |
| 11                                | Mpohor/Wassa Oriental             |                                   |
| 12                                | Nzema Oriental                    |                                   |
| 13                                | Prestea-Huni Valley               |                                   |
| 14                                | Sefwi Akontombra                  |                                   |
| 15                                | Sefwi-Wiawso                      |                                   |
| 16                                | Sekondi-Takoradi                  |                                   |
| 17                                | Shama                             |                                   |
| 18                                | Suaman                            |                                   |
| 19                                | Tarkwa-Nsuaem                     |                                   |
| 20                                | Wasa Amenfi Oriental              |                                   |
| 21                                | Wasa Amenfi Occidental            |                                   |
| 22                                | Wasa Amenfi Central               |                                   |
| Total                             |                                   |                                   |

## Economia

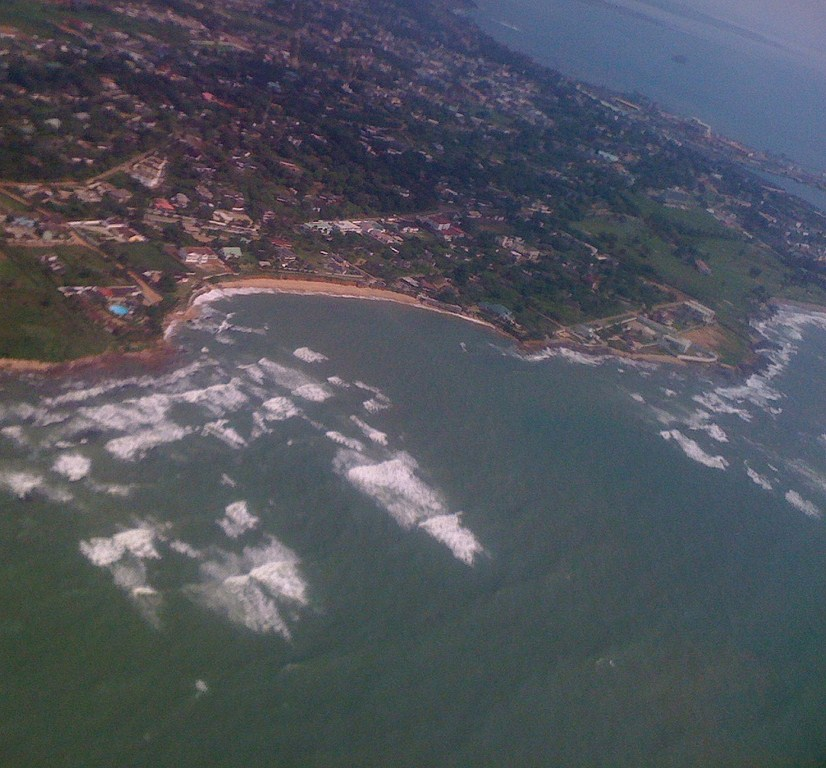
Sekondi-Takoradi

La regió Occidental de Ghana és el tercer pol econòmic industrial del país després del Gran Accra i de la regió Aixanti.
A la regió hi ha plantacions de cacau i altres productes agrícoles industrials, a més de producció minera: bauxita, manganès. Part d'aquests productes són exportats a través del port de Takoradi per via fèrria des de Kumasi i Awaso. Aquest port exporta el 75% dels productes ganesos: fusta, cacau, manganès i bauxita. A més a més, també és destacada la mineria d'or i la indústria de cautxú que hi ha a la regió Occidental.

### Treball
L'agricultura és el sector que ocupa més persones de la regió Occidental (57%). La producció industrial i el transport (14,5%), el comerç al detall (10,2%) i el sector professional i tècnic (5%) són els sectors econòmics que tenen més treballadors.
Dos terços de la població de la regió són treballadors per compte propi, sobretot informal. El districte de Shama-Ahanta Oriental és l'únic en què la meitat són treballadors per compte d'altri, ja siguin treballadors públics o privats.

#### Treball infantil
Tot i que treballar abans dels 15 anys no està permès a Ghana, el Ghana Child Labour Survey va comptar que el 40,8% dels nens entre 5 i 17 anys treballaven en alguna activitat econòmica.

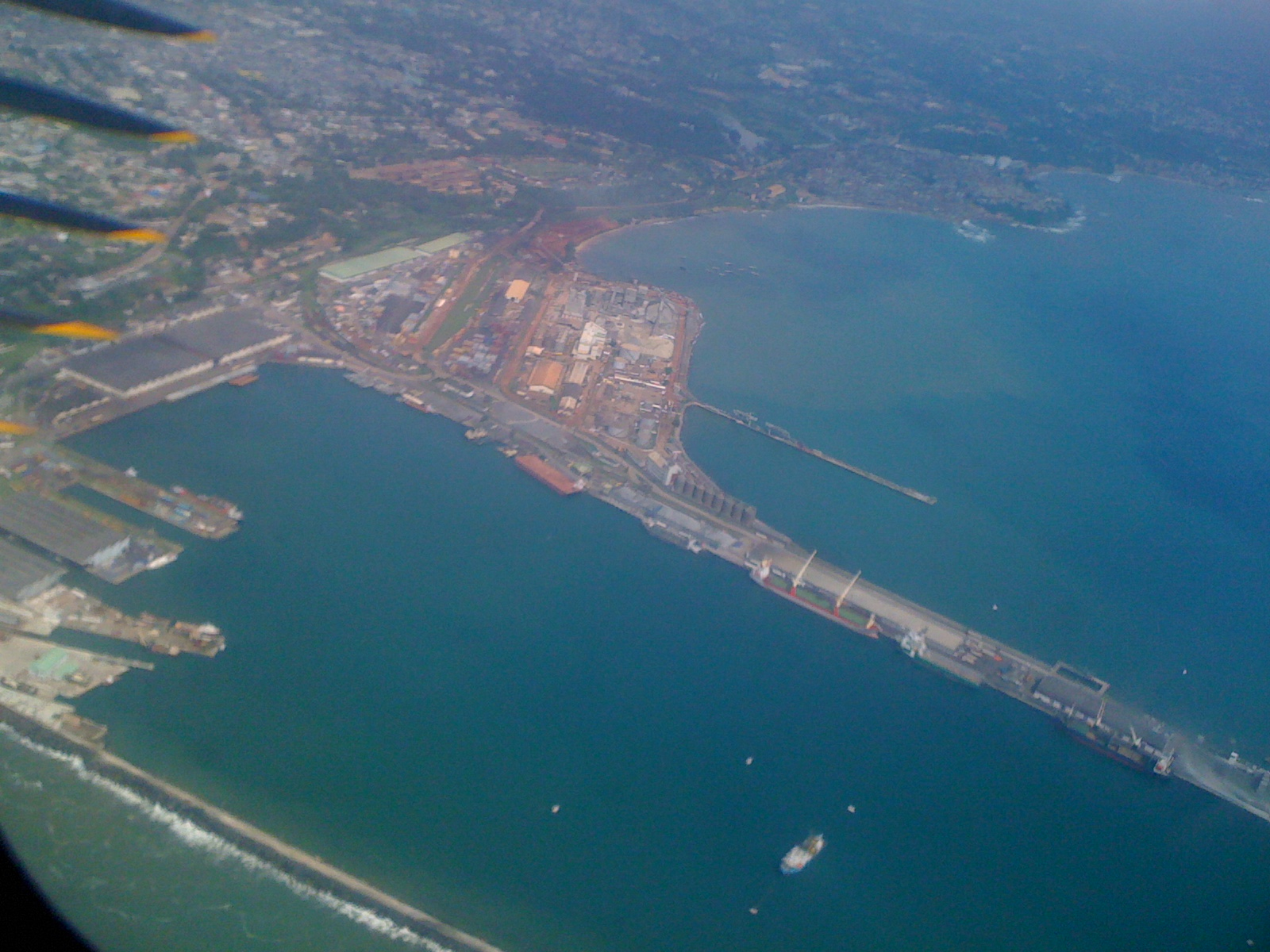
Port de Takoradi

### Turisme
A la regió Occidental hi ha el riu Ankobra, el riu Bia, el riu Pra i el riu Tano.
L'aldea de Nzulezo, construïda totalment amb plataformes sobre l'aigua ha estat declarada Patrimoni de la humanitat per la UNESCO. A la regió també hi ha la Zona protegida d'Ankasa i fortificacions construïdes pels portuguesos, holandesos i britànics des de. 1512.

## Educació
A la regió Occidental hi ha 1.320 escoles de primària, de les quals 80 són privades. Té 694 escoles júnior de secundària i 42 escoles sènior de secundària, la majoria concentrades a Shama i Ahanta Oriental.

## Ciutadans notables
| Ciutadans notables | Ciutadans notables | Ciutadans notables                                                              |
| #                  | Ciutadà            | Ocupació                                                                        |
| ------------------ | ------------------ | ------------------------------------------------------------------------------- |
| 1                  | Samuel Inkoom      | futbolista                                                                      |
| 2                  | Nadia Buari        | actriu                                                                          |
| 3                  | Boris Kodjoe       | actor                                                                           |
| 4                  | John Atta Mills    | polític i antic president de Ghana                                              |
| 5                  | Kwame Nkrumah      | Líder i antic primer Ministre. Panafricanista                                   |
| 6                  | Anton Wilhelm Amo  | filòsof. Considerat el primer africà que va estudiar en una universitat europea |